# Шарна
Шарна (Шерна) — река в России, протекает по Любимскому району Ярославской области. Устье реки находится в 23 км по левому берегу реки Обнора от её устья. Длина реки составляет 35 км. Крупнейшие притоки: Федоровка (справа), Даровница (слева), Шипковка (справа), Сивоза (15 км от устья), Пенаус (14 км), Савинка (9,4 км), Вымчук (8 км), Еломза (6,5 км).
Сельские населённые пункты у реки: Зубово и Нефедово, Покров, Бряково, Палагино, Носково, Пирогово, Семенково, Бережки, Федотово, Ермолино, Гиганово, Дворянкино, Шарна; устье находится напротив деревни Починок-Чичулин.

## Данные водного реестра
По данным государственного водного реестра России относится к Верхневолжскому бассейновому округу, водохозяйственный участок реки — Кострома от истока до водомерного поста у деревни Исады, речной подбассейн реки — Волга ниже Рыбинского водохранилища до впадения Оки. Речной бассейн реки — (Верхняя) Волга до Куйбышевского водохранилища (без бассейна Оки).
Код объекта в государственном водном реестре — 08010300112110000012908.